# 찰스 포우레이커
찰스 포우레이커(Charles Foweraker, 1887년 ~ 1950년 7월)은 볼턴 원더러스를 1919년부터 1944년까지 지휘한 잉글랜드의 축구 감독이다. 볼턴에서 가장 오래 감독직을 지킨 감독이기도 하며, 1923년, 1926년, 1929년에 FA컵을 3번이나 우승하는 등 역대 볼턴 감독 중에서 가장 성공한 감독이기도 하다.